# Homer’s Barbershop Quartet
«Homer’s Barbershop Quartet» (рус. Квартет парикмахеров Гомера) — первый эпизод пятого сезона «Симпсонов». Премьерный показ 30 сентября 1993 года. Он рассказывает о музыкальной группе, созданной Гомером Симпсоном в прошлом. История группы пародирует историю The Beatles. В создании серии в качестве приглашенных звезд принимали участие Джордж Харрисон и Дэвид Кросби (озвучили сами себя) и квартет The Dapper Dans (озвучили квартет Гомера).

## Сюжет
На Спрингфилдской толкучке Лиза находит виниловую пластинку, на обложке которой изображены Гомер Симпсон, директор Скиннер, Барни Гамбл и Апу Нахасапимапетилон. Гомер поясняет, что восемь лет назад они выступали с любительскими концертами в таверне Мо, которая тогда называлась «Каверна Мо». В то время вместо Барни в квартете участвовал шеф Виггам. Квартет пользовался популярностью, и их приглашали вступать также в Спрингфилдский дом престарелых, Спрингфилдскую тюрьму и в Первую церковь Спрингфилда.
Вскоре к Гомеру обращается театральный импресарио. Он предлагает организовать тур группы по США, но с условием, что шеф Виггам будет кем-нибудь заменён. Гомер выполняет требование, и группа организовывает прослушивание для замещения вакантного места. Все кандидаты были отклонены, но неожиданно великолепный тенор оказывается у Барни Гамбла. Его принимают в квартет. Также импресарио говорит Апу взять сценический псевдоним Апу де Марше. В обновлённом составе группа пользуется ещё большей популярностью. По предложению Апу, квартет переименовывается в Be Sharps (рус. «Будьте острыми», в переводе Ren-TV — «Мошенники»).
Группа записывает свою первую пластинку. Песня «Ребёнок в машине», идею которой Гомеру подсказала Мардж, становится хитом. Квартет выступает на 100-летии Статуи Свободы в 1986 году. Позднее квартет получает премию Грэмми. С успехом Гомера поздравляет Джордж Харрисон.
Популярность группы растёт, однако возникают и творческие разногласия. Так, Барни знакомится с начинающей японской артисткой, и вместе они записывают «концептуальный» сингл: отрыжка Барни, в промежутках между которой его знакомая постоянно монотонно повторяет: «номер восемь… номер восемь…» Кроме того, популярность не может заменить Гомеру семейную любовь. Последней каплей становится то, что популярный журнал не включил Be Sharps в число самых известных групп. После этого участники группы возвращаются в Спрингфилд, на свои места: директор Скиннер — в школу, Апу — в магазин, Барни — в таверну Мо, а Гомер — на Спрингфилдскую АЭС, где его на время отсутствия заменяли курицей, бессистемно нажимавшей кнопки на пульте.
Рассказав всё это и отправив детей спать, Гомер звонит Скиннеру, Апу и Барни. Они собираются на крыше таверны Мо и исполняют там свой хит «Ребёнок в машине». Прохожие останавливаются и слушают их. Проезжающий мимо на лимузине Джордж Харрисон выглядывает из окна и говорит «Ну, это уже было» (англ. "It's been done").

## Отсылки к другим сюжетам
- Таверна Мо в этом эпизоде называется «Каверна (пещера) Мо» — отсылка к Ливерпульскому Cavern Club[1], где 21 марта 1961 года прошло первое выступление «Битлз».
- Шеф Виггам был исключён из квартета, потому что выглядел «слишком по-деревенски»[2] — отсылка к истории Питера Беста, которого в Битлз заменил Ринго Старр.
- Обложка первой пластинки Be Sharps «Meet the Be Sharps» — отсылка на обложку выпущенного для США альбома Meet the Beatles!. Обратная сторона обложки — отсылка на обратную обложку альбома Sergeant Pepper's Lonely Hearts Club Band.
- Обложка второй пластинки Be Sharps «Больше чем Иисус» — отсылка на обложку альбома Abbey Road. Название альбома — отсылка к словам Джона Леннона о том, что «Битлз» стали популярнее Иисуса[2].
- Японская знакомая Барни — отсылка к Йоко Оно.[1] Песня, записанная ею с Барни — пародия на «Revolution 9» The Beatles.
- Представление на крыше таверны Мо — отсылка к концерту «Битлз» на крыше Apple Corps в 1969 году[1].
- Во время финальных титров эпизода Гомер говорит «Я хотел бы поблагодарить вас от имени группы и надеюсь, что мы прошли прослушивание» (англ. "I’d like to thank you on behalf of the group and I hope we passed the audition", в переводе REN-TV «Вот и все что я хотел рассказать о нашей группе, надеюсь вас это чему-нибудь научит») — слова Джона Леннона, сказанные им после концерта на крыше[1].
- Директор Скиннер покупает на Спрингфилдской толкучке тюремную железную маску номер 24061 — такой же тюремный номер был у Жана Вальжана в романе Гюго «Отверженные»[3].
- Гомер покупает своему отцу розовый Кадиллак, так же, как Элвис Пресли своей матери[1].
- В начале серии Барт и Лиза смотрят старые пластинки, одна из них называлась «Мелвин и белки», это пародия на Элвина и бурундуков.

## Интересные факты

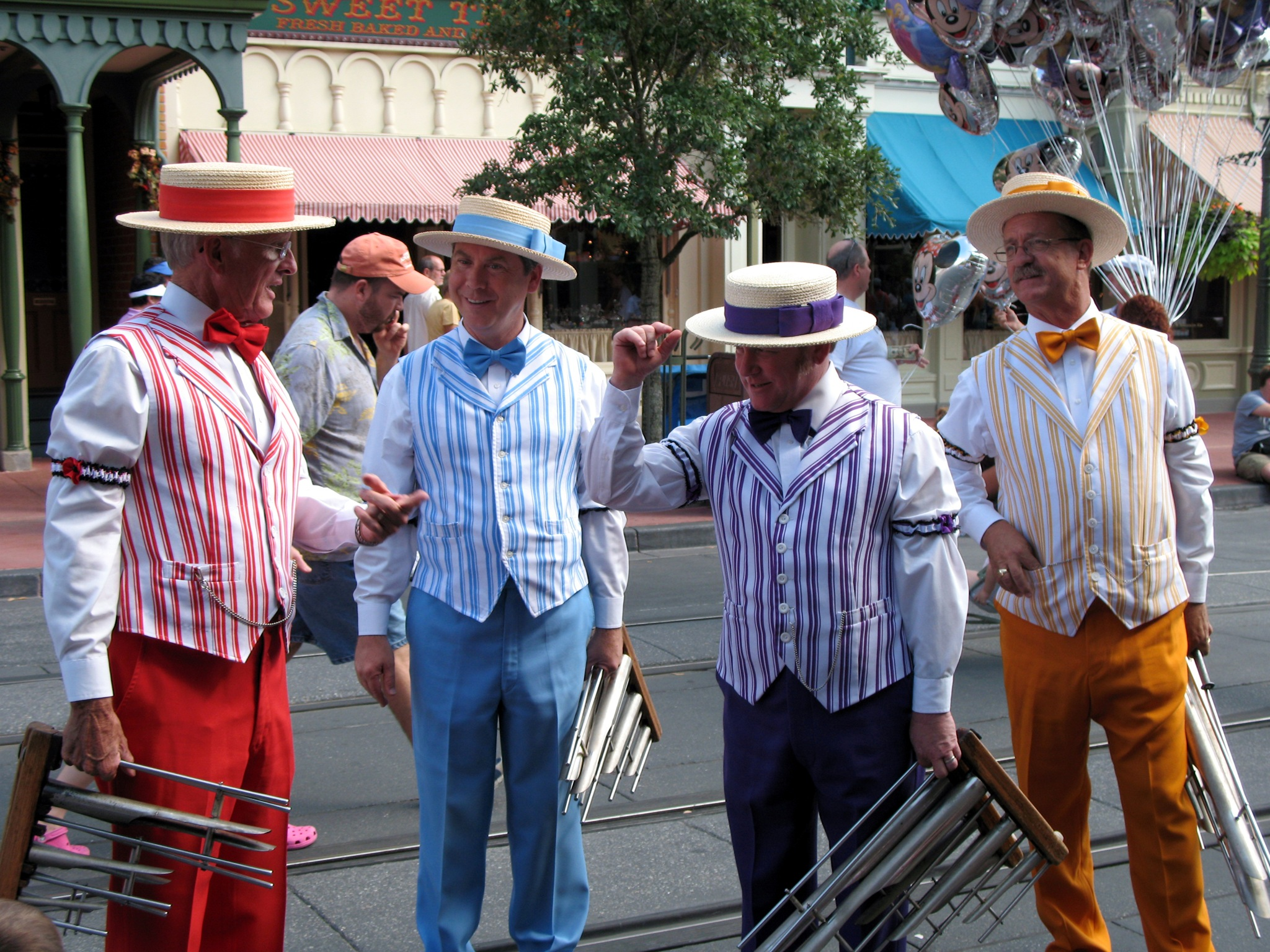
The Dapper Dans озвучили квартет Гомера в эпизоде.

- Название «Квартет парикмахеров» не подразумевает непосредственно парикмахеров — так в англоязычных странах называют музыкальный жанр, в котором работала группа Гомера.
- На Спрингфилдской толкучке Лиза находит куклу Малибу Стейси образца 1958 года, с очень большой грудью. Продавец поясняет, что такая модель перестала продаваться после того, как один ребёнок случайно выколол её грудью себе глаза. Для показа на канале Fox создателям было предложено удалить этот эпизод, но они отказались[4].
- Исполняемые квартетом Гомера песни были озвучены группой The Dapper Dans из Диснейлэнда в городе Анахайме (США, Калифорния). Обычную речь героев сериала озвучивали постоянные актёры[3].
- Миссис Глик продает по 5 центов среди всего прочего оригинальный вариант Конституции США, скрипку Страдивари, первый выпуск Action Comics (цена которого $1,5млн)[5] и лист почтовых марок с перевёрнутым изображением самолёта («Перевёрнутая Дженни» — известная филателистическая редкость).

## Саундтрек
- The Dapper Dans — «Baby on Board» (написано Jeff Martin, Shelby Grimm, Harry J. Campbell (as Harry Campbell), George Economou and Don Jordan (as Danny Jordan)), «Hello», «Good-bye».
- Дэн Кастелланета — «Downtown» (слова и музыка Tony Hatch).
- Гарри Ширер — «Theme From a Summer Place» (написано Максом Стайнером).
- Хэнк Азариа — «Talk to the Animals» (слова и музыка Лесли Брикасса)[6].